# Guo Wei
Guo Wei (n. 31 iulie 1983, Changchun, Republica Populară Chineză) este un sportiv ce a reprezentat Republica Populară Chineză, medaliat olimpic. A participat la o ediție a Jocurilor Olimpice (2002) în care a câștigat o medalie de bronz.

## Participări
Lista de mai jos prezintă principalele competiții la care a participat Guo Wei de-a lungul carierei.
- short track speed skating at the 2002 Winter Olympics – men's 5000 metre relay[*]